# Élections locales en Hongrie
Les élections locales en Hongrie (en hongrois : települési önkormányzati választások) permettent de désigner le corps des représentants (képviselő-testület) ainsi que le bourgmestre (polgármester) de chaque localité hongroise.

## Corps électoral
Le corps des représentants (képviselő-testület) décide des grandes orientations de la gestion et de l'organisation de la localité, approuve le budget, vote les impôts et élit les commissions exécutives, ainsi que le bureau du bourgmestre (polgármester). Ce dernier ainsi que le corps des représentants sont élus en même temps pour un mandat de quatre ans. Le corps électoral est composé des citoyens hongrois âgés de plus de 18 ans ainsi que des habitants étrangers pouvant justifier d'une domiciliation dans la localité.

## Modes de scrutin

### Localités de plus de10 000habitants
Les élections locales se déroulent à l'automne suivant les élections législatives. Il s'agit d'un scrutin mixte parallèle à finalité proportionnelle. Il s'agit d'un système qui combine un scrutin majoritaire uninominal par circonscription et un scrutin permettant l'attribution de sièges de compensation. Les sièges compensatoires sont répartis sur la base des restes de suffrages non utilisés pour la répartition des sièges dans les circonscriptions. Les sièges compensatoires sont soit ceux qui n'ont pu être répartis au quotient dans les circonscriptions, soit un nombre de sièges prédéterminé réservés à la compensation. Les circonscriptions sont conçues de manière à diviser le territoire de la localité en respectant la diversité ethnique, religieuse et sociale.
La composition du corps des représentants varie selon la taille des localités :
- entre 10 000 et 25 000 habitants : 8 membres élus par scrutin majoritaire uninominal par circonscription et 3 membres issus des listes compensatoires ;
- jusqu'à 50 000 habitants : 10 membres élus par scrutin majoritaire uninominal par circonscription et 4 membres issus des listes compensatoires ;
- jusqu'à 75 000 habitants : 12 membres élus par scrutin majoritaire uninominal par circonscription et 5 membres issus des listes compensatoires ;
- jusqu'à 100 000 habitants : 14 membres élus par scrutin majoritaire uninominal par circonscription et 6 membres issus des listes compensatoires ;
- plus de 100 000 habitants : une circonscription supplémentaire doit être délimitée à chaque 10 000 habitants supplémentaires et les élus des listes compensatoires augmentent d'un membre à chaque 25 000 habitants supplémentaires.

### Localités de moins de10 000habitants
Dans les localités de moins de 10 000 habitants, on a recours au panachage : l'électeur peut composer sa propre liste, en classant autant de candidats qu'il y a de sièges à pourvoir. Il peut donc voter pour des candidats d'un même parti, ou choisir des candidats de partis opposés. Les candidats élus sont ceux ayant recueilli le plus grand nombre de suffrages.
- jusqu'à 100 habitants : 2 membres ;
- jusqu'à 1 000 habitants : 4 membres ;
- jusqu'à 5 000 habitants : 6 membres ;
- jusqu'à 10 000 habitants : 8 membres.

### Budapest
A Budapest, les élections municipales sont l'occasion de voter pour les arrondissements, qui ont les mêmes modes de scrutin et compétences que les localités ainsi que pour l'assemblée métropolitaine et le bourgmestre métropolitain.